# Vương Kim Bình
Vương Kim Bình (tiếng Trung: 王金平; bính âm: Wáng Jīnpíng; sinh ngày 17 tháng 3 năm 1941 tại trang Lộ Trúc, châu Cao Hùng, Đài Loan thuộc Nhật Bản (nay là Cao Hùng), là một chính trị gia người Đài Loan, hiện ông là Viện trưởng Lập pháp viện, tức Quốc hội Trung Hoa Dân Quốc. Với vai trò là một trong những nhân vật lãnh đạo trong Quốc Dân đảng, ông được coi là một nhân vật ôn hòa.

## Tiểu sử
Vương Kim Bình đã theo học trung học tại Trung học Quốc lập cao cấp số 1 Đài Nam và sau đó tốt nghiệp Đại học Sư phạm Quốc lập Đài Loan với bằng cử nhân toán vào năm 1965. Ông từng là một thầy giáo dạy toán thực tập trong một năm tại trường Trung học Tỉnh lập Tiến Đức Chương Hóa. Sau khi hoàn thành nghĩa vụ quân sự, ông trở về và làm việc tại công ty chế biến thực phẩm của gia đình. Đầu năm 1975, ông trở thành hội trưởng hội công nghiệp huyện Cao Hùng và từ đây ông bắt đầu con đường chính trị.

## Sự nghiệp chính trị
Sau chiến thắng trong cuộc bầu cử vào năm 1975, Vương Kim Bình đã trở thành đại biểu Lập pháp viện huyện Cao Hùng từ ngày 1 tháng 2 năm 1976. Ông đã tái cử tất cả tám lần. Từ năm 1976 đến 1990, ông là thành viên của Ủy ban Tài chính của Lập pháp viện. Năm 1990, ông đã tham gia vào các quyết sách quan trọng của Quốc Dân đảng và giữ chức phó Chủ tịch hội Chính sách Trung ương. Từ năm 1991, ông phục vụ cả trong Lập pháp viện và Quốc Dân đảng và trở thành nhân vật chủ chốt của Đảng này trong Lập pháp viện. Năm 1992, ông trở thành Ủy viên Thường vụ Trung ương.
Năm 1993, ông được Quốc Dân đảng đề cử và trở thành Phó Viện trưởng của Lập pháp viện, đến năm 1999 ông đắc cử chức Viện trưởng. Sau thất bại của Quốc Dân đảng trong cuộc bầu cử năm 2000, ông được bầu làm phó chủ tịch Quốc Dân đảng. Năm 2005, trong kỳ bầu cử Chủ tịch đảng, ông đã thất bại trước Mã Anh Cửu, mặc dù sau đó nhận được lời mời làm Phó chủ tịch đảng nhưng ông đã từ chối và nói rằng sẽ tiếp tục cống hiến cho đảng với vai trò Ủy viên Thường vụ.
Năm 2009, trong bản tự khai tài sản của các đại biểu với Giám sát viện, Vương Kim Bình khai tổng số vốn đầu tư của ông là 18 triệu Đài tệ.